# Parasíntesi
La parasíntesi és el mecanisme de formació de mots per l'addició simultània a una base d'un prefix i d'un sufix de forma que sense algun dels dos afixos (prefix o sufix) el mot no existeix.
Exemples:
- espedregar es forma amb l'adjunció del prefix es-, la base pedr i el sufix -eg i el morfema verbal -ar.
- emboiregat es forma amb l'adjunció del prefix em-, la base boir i el sufix -eg i el morfema -at.

Sovint es considera que hi ha parasíntesi si el mot format pel prefix junt amb la base no existeix, ni la base amb el sufix. De forma que verbs com entaular es consideren parasintètics perquè no existeix entaul o entaula, ni taular. Així fou considerat per exemple a la Gramática catalana de Badia i Margarit (1962); és a dir, es distingeix un prefix en-, l'arrel taula i el sufix d'infinitiu -ar.
Això no obstant, pot considerar-se que queden fora de la parasíntesi els processos lèxics com el pas de taula a entaular, atès que el segment final d'entaular es pot considerar no pas un sufix, sinó un morfema verbal (en aquest cas, la vocal temàtica i el morfema d'infinitiu), és a dir, en- un prefix verbalitzador i taular l'arrel al qual transcategoritza.
La parasíntesi també pot trobar-se amb el nom de circumfixació.